# Bertold III. Andeški
Bertold III. Andeški ( Bertold IV. , Bertold V. ) (* okoli leta 1110/15; † 14. decembra 1188), je bil iz rodbine Andeških grofov, ki je nosil številne naslove, med drugim tudi Mejni grof Istre (kot Bertold I.) in Mejni grof Kranjske od leta 1173 do svoje smrti. 

## Življenje in delo
Bil je drugi sin grofa Bertolda II. Andeškega  († 1151) iz prvega zakona s Sofijo Istrsko († 1132), hčerko mejnega grofa  Poppom II. Istrskim († 1103) iz rodbine grofov  Weimar-Orlamünde, ki je v Dießenu  na Bavarskem, Plassenburgu  na Frankovskem in Kamniku  na  Kranjskem.
S pridobitvijo obsežnih posesti, pravic in dediščin se je lahko dvignil znotraj plemstva in tudi v cesarski politiki. Bertold je med drugim nadziral pomembne povezave sever-jug z Italijo in bil kot zvesti Staufovski privrženec redni spremljevalec cesarja Friderika I. Barbarosse. 
Tako je grof Bertold III. Andeški zrasel v enega najpomembnejših plemenitašev, ki je posedoval razsežne posesti na Bavarskem kot tudi na Frankovskem in na Kranjskem, južno od Vzhodnih Alp.
Leta 1157 je  s smrtjo Henrika II. Wolfratshausenska linija Diesenskih izumrla, posest je dedoval Bertold III. Andeški. Leto kasneje je po smrti Ekberta III. von Formbach-Pitten v zapuščinskem sporu s štajerskim mejnim grofom Otokarjem III. uveljavljal pravico dediščine in dobil grofiji Neuburg in Schärding na spodnjem toku reke Inn pri Windbergu ter grofijo Pitten na Štajerskem.
Njegov brat Oto je leta 1165 postal  Briksenski škof. Podelil mu je grofijske pravice nad Noriško in Pustriško dolino in s tem podelil kontrolo na Brenerski poti iz severa na jug; podelil pa mu je tudi advokatstvo (Vogtei) nad Briksnom in samostanom Neustift. 
V 1170-ih letih je Bertold od opatije Wilten kupil zemljo južno od reke Inn, jo z mostom povezal z lastno posestjo Hötting in ustanovil sedež posesti Andeških v dolini Inna pri kraju Ambras s tržnico, ki je kasneje preraslo v mesto Innsbruck.
Leta 1173 je bil imenovan za mejnega grofa Istre, in nasledil Engelberta III. Spanheimskega, zadnjega mejnega grofa iz rodbine Spanheimov in strica svoje matere Sofije. Ko je leta 1180 cesar Friderik I. odstavil  Welfa vojvodo Henrika Leva, je Bertoldovemu sinu, grofu Bertoldu IV., podelil naslov  Vojvoda Meranije, in tako povzdignil Andeške v rang  knezov.
Bertold III. Andeški je umrl leta 1188 in je pokopan v družinskem samostanu Diessen.

## Družina
Bertold III. Je bil poročen dvakrat. Leta 1152 se je poročil s Hedviko Wittelsbaško, hčerko bavarskega palatinskega grofa Oto IV. Scheyern. Njuni otroci so:
1. Bertold IV., Vojvoda Meranski (1153–1204)[1]
2. Sofija († 1218)   ⚭ Poppo VI., grof Henneberški († c. 1190)[1]
3. Kunigunda (†  po 1207), ⚭ Eberhard, grof  Ebersteinski[1]
4. Matilda, pazinska grofica (†  1245), ⚭  Berthold, Mejni grof Vohburški.[1] Nato  c. 1190 ⚭ drugič z Engelbert III. Goriški (†  1217/20).[4]

Druga žena Bertolda III. Je bila Luitgarda Danska, hči danskega kralja Sweyn III. Danski in  Adele  Meissenške. Imela sta:
1. Poppo, Bamberški škof (†   2. december 1245)[1]
2. Berta, opatinja v samostanu Gerbstadt (†  po 1190)[1]